# الزوبار
الزوبار قرية تتبع ناحية البهلولية في منطقة اللاذقية في محافظة اللاذقية.